# Kanton Gartow

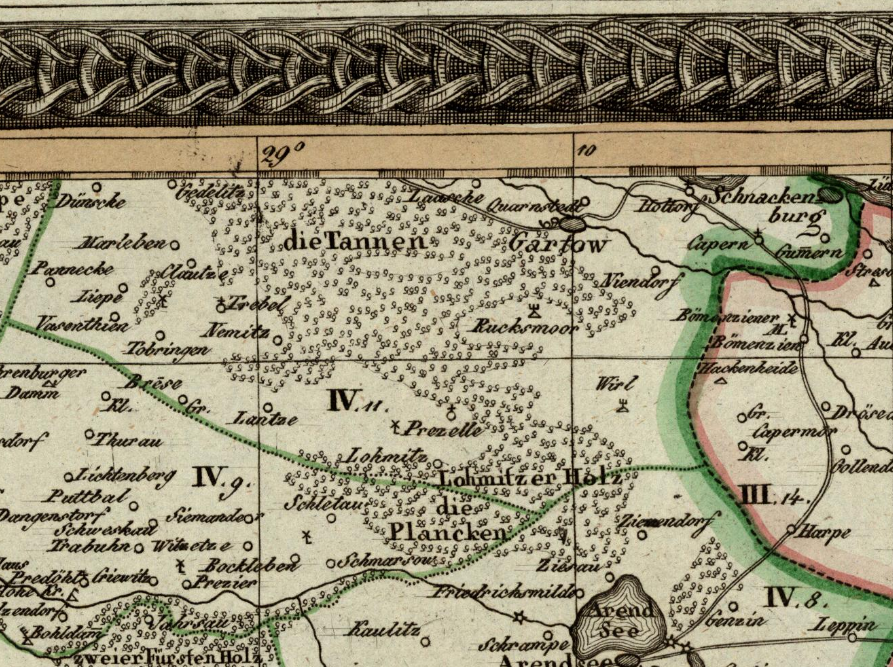
Der Kanton Gartow (IV. 11) im Distrikt Salzwedel des Departements der Elbe des Königreichs Westphalen

Der Kanton Gartow (auch Canton Gartow) war eine Verwaltungseinheit im Königreich Westphalen. Er wurde 1810 nach der Einverleibung des Kurfürstentums Braunschweig-Lüneburg in das Königreich Westphalen gebildet und dem Distrikt Salzwedel im Departement der Nieder-Elbe zugewiesen. Schon im März 1811 wurde das Departement der Nieder-Elbe aufgelöst und kam größtenteils an die neu geschaffenen französischen hanseatischen Departements. Der Distrikt Salzwedel kam (wieder) zum Departement der Elbe. Kantonshauptort (chef lieu) war Gartow im Landkreis Lüchow-Dannenberg (Niedersachsen). Nach Auflösung des Königreichs Westphalens im Oktober/November 1813 wurde die vorherige Verwaltungsgliederung wiederhergestellt.

## Geschichte
Mit Dekret vom 18. August 1807 rief Kaiser Napoleon das Königreich Westphalen ins Leben. Der erste und einzige König Hieronymus Napoleon (Jérôme Bonaparte), Bruder Napoleons erhielt aber erst am 1. Dezember 1807 die volle Souveränität über sein Königreich. Preußen musste 1807 im Frieden von Tilsit neben anderen Landesteilen auch die Altmark und das Herzogtum Magdeburg abtreten, die dem neuen Königreich zugeschlagen wurden. Aus diesen Gebieten wurde das Departement der Elbe gebildet, sich in vier Distrikte (Magdeburg, Neuhaldensleben, Stendal und Salzwedel) gliederte.
1810 annektierte das Königreich Westphalen das bisherige Kurfürstentum Braunschweig-Lüneburg. Aus diesen Gebieten wurde drei neue Departements gebildet, das Departement der Nieder-Elbe, das Nord-Departement (später Departement der Elbe- und Weser-Mündung genannt) und das Departement der Aller. Der Distrikt Salzwedel des Departement der Elbe wurde formal aufgelöst und im Departement der Nieder-Elbe ein neuer Distrikt Salzwedel gebildet. Im Norden wurden die Kantone Bretsch und Pollitz an den Distrikt Stendal abgegeben. Im Süden kamen die Kantone Mieste, Gardelegen (Stadt), Gardelegen (Land) und Zichtau an den Distrikt Neuhaldensleben. Dafür erhielt der Distrikt fünf neu aus Gebieten des Kurfürstentums Lüneburg gebildete Kantone, Quickborn, Lüchow, Gartow, Wittingen und Wustrow.
Der im Jahre 1810 gebildete Kanton Gartow wurde im Wesentlichen aus dem Amt Gartow gebildet. Im Süden kamen noch drei Dörfer vom Amt Lüchow hinzu. Im Osten wurde das Amt Schnackenburg hinzu genommen. Nach der Division territoriale relative aux trois départements formés des anciennes provinces hanovriennes ..., das dem Königlichen Dekret vom 15. Juli 1810 beigeheftet war, bestand der Kanton Gartow aus folgenden Städten, Dörfern und Gehöften (Originalschreibweisen, wenn abweichend von der heutigen Schreibweise in kursiv):
- Gartow, chef-lieu mit Quarnstedt, Dorf
- Groß Breese (Grosenbreese), Dorf, mit Lanze (Lantze), Dorf und Nemitz, Dorf
- Tobringen (Tobrüngen), Dorf, mit Vasenthien (Vasenthin), Dorf
- Trebel, Dorf mit Klautze (Clautze), Dorf und Marleben, Dorf
- Liepe mit Dünsche, Dorf und Pannecke, Dorf
- Gedelitz mit Gorleben, Dorf und Poelitz, isoliertes Haus (nicht lokalisiert)
- Meetschow, Dorf mit Laasche, Dorf, Vietze, Dorf und Brünkendorf (Brunkendorff), Dorf
- Restorf (Restorff), Dorf, mit Pevestorf (Pevestorff), Dorf
- Lomitz, Dorf, mit Prezelle, Dorf und Werrel, Vorwerk (nicht lokalisiert)
- Nienwalde (Niendorff, bis 1936 Niendorf bei Gartow)), Dorf, mit Rucksmoor (Bucksmoor), Vorwerk
- Holtorf (Holtorff, Dorf mit Kapern (Capern), Dorf
- Schnackenburg (Schnakenburg), Stadt mit Gummern, Dorf

Nach dem Werk Statistisches Repertorium über das Königreich Westphalen von Johann Georg Heinrich Hassel hatte der Kanton Gartow 1811 eine Fläche von 3,79 Quadratmeilen und zählte 6091 Einwohner. Nach dem Hof- und Staats-Handbuch des Königreichs Westphalen von 1811 wurden der Kanton Gartow und der Kanton Quickborn zusammen verwaltet. Maire war Ludwig Heinrich Philipp von Ramdohr. Die Bevölkerungszahl der beiden Kantone wurde mit 10.574 angegeben.
Zum 3. Dezember 1812 wurde die Gemeinde Meetschow aufgelöst. Sie wurde mit dem Gemeindeteil Laasche der Gemeinde Gedelitz zugeordnet. Die Gemeindeteile Vieze und Brünkendorf wurden mit der Gemeinde Restorf vereinigt.
Nach der Niederlage in der Völkerschlacht bei Leipzig im Oktober 1813 löste sich das Königreich Westphalen auf. Das Gebiet kam wieder zum Nachfolgestaat des Kurfürstentums Braunschweig-Lüneburg, dem Königreich Hannover. Ab 1814 wurde die vorherige Verwaltungsgliederung (Amt Gartow) wiederhergestellt.